# A-Rosa Riva
Die A-Rosa Riva (registrierter Schiffsname: A’Rosa Riva) ist ein 2003/2004 gebautes Flusskreuzfahrtschiff der A-ROSA Flussschiff GmbH in Rostock. Das Schiff wird seit der offiziellen Indienststellung im April 2004 für Flusskreuzfahrten auf der gesamten schiffbaren Donau eingesetzt. Neben ihr werden von der Reederei in diesem Gebiet die baugleichen Schwesterschiffe A-Rosa Bella, A-Rosa Donna und A-Rosa Mia eingesetzt.

## Geschichte

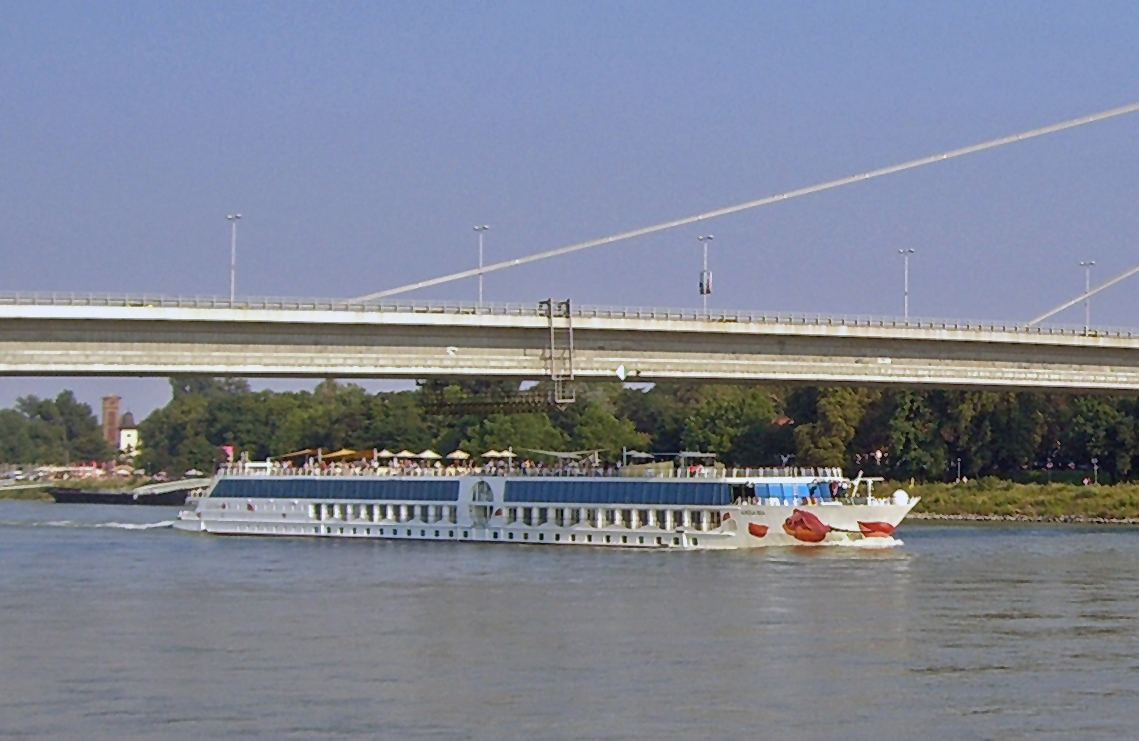
Auf der Donau in Bratislava

Das gemeinsam von der Deutschen Seereederei (DSR) und der britischen Reederei P&O als Joint Venture geführte Unternehmen Seetours entschloss sich 2001 dazu, unter dem Markennamen A'Rosa neben Hochseekreuzfahrten mit dem reedereieigenen Schiff A-Rosa Blu auch Flusskreuzfahrten auf der Donau anzubieten. Nachdem die beiden ersten für diesen Zweck fertiggestellten Schiffe A-Rosa Bella und A-Rosa Donna im März 2002 termingerecht von der Werft übergeben wurden, bestellte Seetours zwei weitere baugleiche Schiffe, die 2003 und 2004 ausgeliefert werden sollten. Noch vor der Auslieferung der A-Rosa Riva wurde das Joint Venture mit P&O aufgelöst. Die Flusskreuzfahrtmarke A-Rosa wurde mit allen Schiffen in das DSR-Tochterunternehmen Arkona eingegliedert. Das unter der Baunummer 504 gefertigte Schiff wurde am 26. Februar 2004 an die A-ROSA Flussschiff GmbH Rostock, eine 100-%-Tochter der Arkona AG, übergeben. Mit einem Dockschiff wurde es anschließend über den Seeweg bis zur Donaumündung nach Konstanza transportiert. Dort wurde es abgeladen und fuhr mit eigener Kraft über den Donau-Schwarzmeer-Kanal und die Donau nach Passau, wo es am 9. April 2004 getauft wurde. Von dort aus ging das Schiff am 9. April 2004 auf eine siebentägige Jungfernreise. Nach einem Management-Buy-Out im Jahr 2009 wurde der Besitz der gesamten Flotte an die neugegründete A-Rosa Flussschiff GmbH übertragen.
Am 24. Juli 2017 brach gegen 13:00 Uhr auf der Donau bei Schönbühel-Aggsbach (Bezirk Melk) ein Feuer aus.

## Ausstattung
Die A-Rosa Riva ist ein Dreideck-Kabinenschiff der 4-Sterne-Kategorie mit 100 Doppelkabinen mit einer Fläche von 14,5 bis 16,5 m². Die Kabinen sind klimatisiert und jeweils mit einer Dusche, einem Doppelbett, Safe und Flachbildfernsehern ausgestattet. Die 48 Einheiten auf dem Mitteldeck verfügen über einen Französischen Balkon. Hinter vier Doppelkabinen im Bugbereich des Unterdecks sind 42 Kabinen mit einem zusätzlichen Sofabett ausgestattet. Die beiden unteren Decks sind als reine Ruhebereiche für die Passagiere und Mannschaft ausgelegt. Die Mannschaftskabinen liegen jeweils im durch die Maschinengeräusche beeinträchtigten hinteren Bereich der beiden Decks. 
Bugseitig wurde auf dem Oberdeck eine rundumverglaste Lounge mit Bar und Bühne eingerichtet. Dahinter liegt der Fitness- und Wellness-Bereich mit Massagemöglichkeit, einem Fitnessraum und zwei Saunas. Im Eingangsbereich in der Schiffsmitte wurde neben der Rezeption ein Bordshop eingerichtet. Diesem Bereich schließen sich Backbord sechs Fahrgastkabinen an, Steuerbord gegenüber liegt das Bordcafe. Hinter einer weiteren kleinen Lounge liegt das Restaurant, in dessen Mitte der Buffetbereich und die Küche eingerichtet wurden. Das Restaurant verfügt über ein offenes Achterdeck. Auf dem Freideck stehen den Fahrgästen hinter dem Steuerhaus ein Swimmingpool und Liegestühle zur Verfügung. Dahinter wurden ein Putting Green, ein Shuffleboard und ein Schachfeld angelegt. Der hintere Teil des Decks ist mit einer Grillstation sowie Tischen und Stühlen ausgestattet. Teile des Freidecks können mit Sonnensegeln abgedeckt werden.

## Technik
Die A-Rosa Riva wird von zwei Dieselmotoren MTU 16V 2000 M60 über zwei um 360 Grad drehbare Schottel-Twinpropeller STP 550 angetrieben, zusätzlich verfügt das Schiff zur besseren Manövrierung über eine Bugstrahlanlage vom Typ Pump Jet-SPJ 57 von Schottel, die mit einem 220 kW starken Dieselmotor angetrieben wird. Die Versorgung des elektrischen Bordnetzes wird durch drei Dieselgeneratoren D2842 von MAN mit je 380 kW und von einem Notstromaggregat von Deutz mit 37 kW sichergestellt.
Das Schiff ist 124,50 m lang und 14,40 m breit. Der Tiefgang wird mit 1,47 m bis maximal 1,87 m angegeben, die Höhe über Wasser mit 6,96 m. Durch Absenken von Steuerhaus sowie Umlegen von Geländern und Sonnensegel kann die Höhe für Fahrten bei höheren Wasserständen verringert werden.

## Fahrgebiet
Die vier Schiffe der Donau-Flotte verkehren auf 17 verschiedenen Routen. Westlichstes angefahrenes Ziel ist Passau, östlichstes ist Vilkovo am Donaudelta in der Ukraine. Instandhaltungs- und Wartungsarbeiten werden in Linz durchgeführt. Ihren Heimathafen in Rostock erreichen die Schiffe seit der Werftübergabe nicht mehr.